# 维也纳莫扎特学院
维也纳莫扎特学院（Wiener Mozart Akademie）是维也纳的一支室内乐团，由维也纳主要管弦乐团（即维也纳爱乐管弦乐团和维也纳交响乐团）的部分成员组成，以莫扎特以及其他18、19世纪音乐家的作品为中心的乐团。